# Hannah Eurlings
Hannah Eurlings (1º gennaio 2003) è una calciatrice belga, attaccante dell'Union Berlino e della nazionale belga.

## Carriera

### Club
Originaria di Anversa, Hannah Eurlings ha iniziato a giocare nelle squadre giovanili del Lierse. In seguito, è entrata a far parte delle Yellow Flames, un progetto della federazione calcistica belga per far crescere giocani calciatrici, di base a Lovanio. Nel 2017 si è trasferita all'OH Lovanio, iniziando a giocare come trequartista, per poi essere spostata nel ruolo di attaccante. All'OHL ha fatto il suo esordio nella Super League, la massima serie del campionato belga. Dopo due stagioni concluse sul fondo della classifica, l'OHL ha disputato due campionati di fila in lotta per il titolo nazionale contro l'Anderlecht, e rimanendo in testa alla classifica per diverse giornate nella stagione 2021-22.

### Nazionale
Eurlings ha fatto parte della selezione under 16 del Belgio, giocandovi sette partite, e di quella under17, giocandovi diciassette partite, scendendo in campo nelle partite di qualificazione alle fasi finali dei campionati europei di categoria.
Alla prima convocazione nella nazionale maggiore da parte del selezionatore Ives Serneels, ha fatto il suo esordio il 1º dicembre 2020, scendendo in campo al 90' minuto al posto di Tessa Wullaert nella partita valida per le qualificazioni al campionato europeo 2022, vinta per 4-0 sulla Svizzera e decisiva per l'accesso alla competizione continentale. Nel corso del 2021 è stata impiegata con regolarità nelle amichevoli e nelle partite valide per le campionato mondiale 2023, segnando le sue prime due reti in nazionale nella vittorie record per 19-0 sull'Armenia il 25 novembre 2021.
Nel febbraio 2022 ha fatto parte della rosa della nazionale belga che ha vinto la Pinatar Cup, prima vittoria della Red Flames in un torneo internazionale. Nel corso del torneo ha anche segnato una rete nella prima partita contro la Slovacchia, sbloccando il risultato. Successivamente, è stata inserita da Serneels nella rosa delle 23 giocatrici convocate per il campionato europeo 2022.

## Statistiche

### Cronologia presenze e reti in nazionale
| Cronologia completa delle presenze e delle reti in nazionale ― Belgio | Cronologia completa delle presenze e delle reti in nazionale ― Belgio | Cronologia completa delle presenze e delle reti in nazionale ― Belgio | Cronologia completa delle presenze e delle reti in nazionale ― Belgio | Cronologia completa delle presenze e delle reti in nazionale ― Belgio | Cronologia completa delle presenze e delle reti in nazionale ― Belgio | Cronologia completa delle presenze e delle reti in nazionale ― Belgio | Cronologia completa delle presenze e delle reti in nazionale ― Belgio |
| Data                                                                  | Città                                                                 | In casa                                                               | Risultato                                                             | Ospiti                                                                | Competizione                                                          | Reti                                                                  | Note                                                                  |
| --------------------------------------------------------------------- | --------------------------------------------------------------------- | --------------------------------------------------------------------- | --------------------------------------------------------------------- | --------------------------------------------------------------------- | --------------------------------------------------------------------- | --------------------------------------------------------------------- | --------------------------------------------------------------------- |
| 1-12-2020                                                             | Lovanio                                                               | Belgio                                                                | 4 – 0                                                                 | Svizzera                                                              | Qual. Euro 2022                                                       | -                                                                     | 90’                                                                   |
| 18-2-2021                                                             | Bruxelles                                                             | Belgio                                                                | 1 – 6                                                                 | Paesi Bassi                                                           | Amichevole                                                            | -                                                                     | 74’                                                                   |
| 21-2-2021                                                             | Aquisgrana                                                            | Germania                                                              | 2 – 0                                                                 | Belgio                                                                | Amichevole                                                            | -                                                                     | 85’                                                                   |
| 8-4-2021                                                              | Bruxelles                                                             | Belgio                                                                | 0 – 2                                                                 | Norvegia                                                              | Amichevole                                                            | -                                                                     | 77’                                                                   |
| 10-6-2021                                                             | Madrid                                                                | Spagna                                                                | 3 – 0                                                                 | Belgio                                                                | Amichevole                                                            | -                                                                     |                                                                       |
| 12-6-2021                                                             | Wiltz                                                                 | Lussemburgo                                                           | 0 – 1                                                                 | Belgio                                                                | Amichevole                                                            | -                                                                     | 68’                                                                   |
| 17-9-2021                                                             | Danzica                                                               | Polonia                                                               | 1 – 1                                                                 | Belgio                                                                | Qual. Mondiali 2023                                                   | -                                                                     | 57’                                                                   |
| 26-10-2021                                                            | Oslo                                                                  | Norvegia                                                              | 4 – 0                                                                 | Belgio                                                                | Qual. Mondiali 2023                                                   | -                                                                     | 80’                                                                   |
| 25-11-2021                                                            | Lovanio                                                               | Belgio                                                                | 19 – 0                                                                | Armenia                                                               | Qual. Mondiali 2023                                                   | 2                                                                     | 57’ 74’                                                               |
| 30-11-2021                                                            | Lovanio                                                               | Belgio                                                                | 4 – 0                                                                 | Polonia                                                               | Qual. Mondiali 2023                                                   | 1                                                                     | 84’                                                                   |
| 16-2-2022                                                             | San Pedro del Pinatar                                                 | Slovacchia                                                            | 0 – 4                                                                 | Belgio                                                                | Pinatar Cup 2022                                                      | 1                                                                     |                                                                       |
| 19-2-2022                                                             | San Pedro del Pinatar                                                 | Galles                                                                | 0 – 0 (1 - 3 dtr)                                                     | Belgio                                                                | Pinatar Cup 2022                                                      | -                                                                     | 71’                                                                   |
| 22-2-2022                                                             | San Pedro del Pinatar                                                 | Belgio                                                                | 0 – 0 (7 - 6 dtr)                                                     | Russia                                                                | Pinatar Cup 2022                                                      | -                                                                     | 79’                                                                   |
| 7-4-2022                                                              | Elbasan                                                               | Albania                                                               | 0 – 5                                                                 | Belgio                                                                | Qual. Mondiali 2023                                                   | -                                                                     | 64’                                                                   |
| 12-4-2022                                                             | Pristina                                                              | Kosovo                                                                | 1 – 6                                                                 | Belgio                                                                | Qual. Mondiali 2023                                                   | -                                                                     | 61’                                                                   |
| 23-6-2022                                                             | Lier                                                                  | Belgio                                                                | 4 – 1                                                                 | Irlanda del Nord                                                      | Amichevole                                                            | -                                                                     | 65’                                                                   |
| 26-6-2022                                                             | Lier                                                                  | Belgio                                                                | 0 – 1                                                                 | Austria                                                               | Amichevole                                                            | -                                                                     | 79’                                                                   |
| 28-6-2022                                                             | Lier                                                                  | Belgio                                                                | 6 – 1                                                                 | Lussemburgo                                                           | Amichevole                                                            | -                                                                     |                                                                       |
| 10-7-2022                                                             | Manchester                                                            | Belgio                                                                | 1 – 1                                                                 | Islanda                                                               | Euro 2022 - Fase a gironi                                             | -                                                                     | 79’                                                                   |
| 14-7-2022                                                             | Rotherham                                                             | Francia                                                               | 2 – 1                                                                 | Belgio                                                                | Euro 2022 - Fase a gironi                                             | -                                                                     | 78’                                                                   |
| 18-7-2022                                                             | Manchester                                                            | Italia                                                                | 0 – 1                                                                 | Belgio                                                                | Euro 2022 - Fase a gironi                                             | -                                                                     | 66’                                                                   |
| 2-9-2022                                                              | Lovanio                                                               | Belgio                                                                | 0 – 1                                                                 | Norvegia                                                              | Qual. Mondiali 2023                                                   | -                                                                     | 77’                                                                   |
| 6-9-2022                                                              | Erevan                                                                | Armenia                                                               | 0 – 7                                                                 | Belgio                                                                | Qual. Mondiali 2023                                                   | 1                                                                     | 60’                                                                   |
| Totale                                                                |                                                                       | Presenze                                                              | 23                                                                    |                                                                       | Reti                                                                  | 5                                                                     |                                                                       |

## Palmarès

### Club
- Campionato belga: 1

OH Lovanio: 2024-2025

### Nazionale
- Pinatar Cup: 1

2022